# Eburia inarmata
Eburia inarmata är en skalbaggsart som beskrevs av Chemsak och Linsley 1973. Eburia inarmata ingår i släktet Eburia och familjen långhorningar. Inga underarter finns listade i Catalogue of Life.